# Орлов, Павел Дмитриевич
Па́вел Дми́триевич Орло́в (21 января 1904 — 14 сентября 1989) — советский дипломат. Чрезвычайный и полномочный посланник II класса.

## Биография
Член ВКП(б).
- В 1939—1941 годах — заведующий отделом Скандинавских стран НКИД СССР.
- С 11 апреля по 9 мая 1941 года — полномочный представитель СССР в Финляндии[1].
- С 9 мая по 22 июня 1941 года — чрезвычайный и полномочный посланник СССР в Финляндии[1].
- В 1941—1943 годах — заведующий I Европейским отделом МИД СССР.
- В 1943—1944 годах — советник посольства СССР при Союзных правительствах в Лондоне.
- В 1944 году — заведующий V Европейским отделом НКИД СССР.
- В 1944—1945 годах — политический советник при председателе Союзной Контрольной Комиссии в Финляндии.
- С 18 августа 1945 по 14 августа 1946 года — чрезвычайный и полномочный посланник СССР в Финляндии[2].
- В 1946—1948 годах — заместитель заведующего III Европейским отделом МИД СССР.
- В 1948—1952 годах — заместитель заведующего, затем заведующий V Европейским отделом МИД СССР.
- В 1952—1955 годах — сотрудник центрального аппарата МИД СССР.
- В 1955—1957 годах — председатель советской делегации в Смешанной советско-иранской комиссии по демаркации и редемаркации государственной границы.
- В 1957—1959 годах — советник-посланник посольства СССР в ФРГ.
- В 1959 году — советник МИД СССР.
- В 1960—1966 годах — специальный помощник генерального директора Международной организации труда.

## Награды
- Орден Отечественной войны II степени (5 ноября 1945)
- орден Трудового Красного Знамени (3 ноября 1944)
- орден Знак Почёта (31 декабря 1966)